# Himantoglossum calcaratum
Himantoglossum calcaratum là một loài thực vật có hoa trong họ Lan. Loài này được (Beck) Schltr. mô tả khoa học đầu tiên năm 1927.